# 유혜영 (아나운서)
유혜영(1984년 5월 31일 ~ )은 대한민국의 아나운서이다.

## 학력
- 2002년 성신여자대학교 미디어정보학부 중퇴
- 2007년 고려대학교 가정교육학 학사(편입학)

## 경력
- 2010년 10월: SBS 아나운서
- SBS 콘텐츠전략본부 아나운서팀

## 연기 활동

### 드라마
- 2014년 SBS 아침연속극 《청담동 스캔들》 ... KBN 여자 아나운서 역

## 방송

### 진행
- 2006년: SBS 《한밤의 TV연예》
- 2011년: SBS 《접속! 무비월드》
- 2013년: SBS 《K팝스타 3》
- 2012년 ~ 2013년, 2015년 ~ 2016년: SBS 《모닝와이드 1, 2부》(토요일)
- 2015년: SBS 《해피투데이》
- 2015년: SBS 《SBS 5 뉴스》(금요일)
- 2017년: SBS 《세상에서 가장 아름다운 여행》
- 2018년: SBS 《모닝와이드 1, 2부》(평일)
- 2021년 ~ 2024년: SBS 《좋은 아침》

### 라디오
- 2012년 ~ 2014년: SBS 파워FM 《사운드 오브 뮤직》
- 2018년: SBS 러브FM 《정성호, 유혜영의 세상의 모든 소리》
- 2022년 ~ 2023년: SBS 러브FM  《유혜영의 생생가요》

## 수상
- 2006년 한중 슈퍼모델 선발대회 포토제닉상
- 2006년 한중 슈퍼모델 선발대회 3위